# Europeiska gränsövervakningssystemet
Europeiska gränsövervakningssystemet (engelska: European Border Surveillance System, Eurosur) är Europeiska unionens system för gränsövervakning vid Schengenområdets yttre gränser. Systemet innefattar drönare, flygspaning, havssensorer och satellitfjärranalys. Syftet är att stoppa obehöriga gränspassager över Schengenområdets yttre gränser. Eurosur togs i drift under 2013 efter att Europaparlamentet och Europeiska unionens råd hade antagit en förordning. Förordningen upphävdes 2019 och ersattes av en ny förordning som integrerade Eurosur som en del av den europeiska gräns- och kustbevakningen.
Eurosur är primärt ett system som tillåter utbyte av information mellan de nationella myndigheterna. Målet är att få information om flyktingströmmar över de yttre gränserna och människosmugglares aktiviteter så snabbt som möjligt. Systemet innefattar också åtgärder för att hjälpa människor i nöd.

## Historia
Idén om att inrätta ett gemensamt europeiskt gränsövervakningssystem väcktes av Europeiska kommissionen i slutet av november 2006. En utförlig rapport om möjligheten att inrätta ett sådant system presenterades av kommissionen i februari 2008. Det följdes av ett lagförslag i december 2011.
Europaparlamentet och Europeiska unionens råd antog lagförslaget under 2013, vilket ledde till att Eurosur slutligen inrättades. 2019 antogs nya bestämmelser som innebar att Eurosur blev en del av den nyinrättade Europeiska kust- och gränsbevakningen. Eurosur regleras numera av en genomförandeförordning utfärdad av Europeiska kommissionen.